# Xanthia derasa
Xanthia derasa là một loài bướm đêm trong họ Noctuidae.